# 南原 (つくば市)
南原（みなみはら）は茨城県つくば市の地名。郵便番号は2番地が305-0803、その他は300-2621。

## 地理
つくば市の中部に位置し、筑波研究学園都市研究学園地区に属する。大部分が国土技術政策総合研究所または土木研究所であり、同研究所のうち北部（旧筑波郡大穂町の町域）で構成される。
東は蓮沼、西・北は篠崎、南は旭と接している。
また、立原とほぼ隣接している。

## 歴史

### 町名の変遷
| 実施後 | 実施年月日                | 実施前（各町名ともその一部）                                                                                             |
| ------ | ------------------------- | --- |
| 南原   | 1978年（昭和53年）2月10日 | 大字要元上口堀字西原、大字要元南口堀字北浦・字北後、大字蓮沼字台・字原山・字原・字桑原、大字篠崎字原山、大字沼崎字五丈塚 |

## 小・中学校の学区
市立小・中学校に通う場合、南原全域が要小学校、大穂中学校となる。

## 施設
- 国土技術政策総合研究所
- 土木研究所